# Генеральная прокуратура СССР
Прокуратура СССР — государственный союзный орган, осуществляющий высший надзор за исполнением законов на территории СССР.

## История
Советская прокуратура была создана постановлением ВЦИК 28 мая 1922 года в целях осуществления надзора за соблюдением законов и борьбы с преступностью.
В 1923—1933 годах действовала Прокуратура Верховного суда СССР.
20 июня 1933 года Постановлением ЦИК и СНК Союза ССР было принято решение об учреждении прокуратуры Союза ССР, на которую возлагались, в том числе, дополнительные функции:
- надзор за соответствием постановлений и распоряжений отдельных ведомств СССР и союзных республик и местных органов власти Конституции и постановлениям правительства СССР;
- наблюдение за правильным и единообразным применением законов судебными учреждениями союзных республик с правом истребования любого дела в любой стадии производства, опротестования приговоров и решений судов в вышестоящие судебные инстанции и приостановления их исполнения;
- возбуждение уголовного преследования и поддержание обвинения во всех судебных инстанциях на территории СССР;
- надзор на основе особого положения за законностью и правильностью действий ОГПУ, милиции, уголовного розыска и исправительно-трудовых учреждений;
- общее руководство деятельностью прокуратуры союзных республик.

9-я глава Конституции СССР закрепила организационные принципы построения органов ГП СССР и определила её задачи.
В соответствии с Указом Президиума Верховного Совета СССР от 22 июня 1941 г. «О военном положении», работа органов прокуратуры, как военных, так и территориальных, была перестроена на военный лад.
Указом Президиума Верховного Совета СССР в сентябре 1943 года прокурорско-следственным работникам устанавливаются классные чины с выдачей форменного обмундирования. Одновременно вводится сравнительная градация классных чинов прокуроров и следователей, приравненных к воинским званиям.
Учитывая важное государственное и политическое значение деятельности органов прокуратуры и в целях повышения престижа, авторитета и влияния органов прокуратуры на обеспечение законности в государстве, Верховный Совет СССР в марте 1946 года принимает Закон СССР «О присвоении Прокурору СССР наименования Генерального прокурора СССР».
В мае 1955 года Указом Президиума Верховного Совета СССР было утверждено такой важный законодательный акт как «Положение о прокурорском надзоре в СССР». Статья 1 Положения возлагает на Генерального прокурора СССР осуществление высшего надзора за точным исполнением законов всеми министерствами и подведомственными им учреждениями, а также гражданами СССР.
После принятия в 1977 году новой Конституции СССР, Прокуратура СССР приступила к разработке на её основе Закона о Прокуратуре СССР, которому предстояло заменить утверждённое в 1955 году Положение о прокурорском надзоре в СССР. В соответствии с принятым в ноябре 1979 года Законом СССР о Прокуратуре СССР к основным направлениям деятельности прокуратуры было отнесено:
- высший надзор за точным и единообразным исполнением законов;
- борьба с нарушениями законов об охране социалистической собственности;
- борьба с преступностью и другими правонарушениями; расследование преступлений;
- привлечение к уголовной ответственности лиц, совершивших преступление;
- обеспечение неотвратимости ответственности за преступление;
- разработка совместно с другими государственными органами мер предупреждения преступлений и иных правонарушений;
- координация деятельности правоохранительных органов по борьбе с преступлениями и иными правонарушениями и участие в совершенствовании законодательства и пропаганде советских законов.

Законом устанавливалось право законодательной инициативы Генерального прокурора СССР и его ответственность и подотчетность перед Верховным Советом СССР, а в период между его сессиями – Президиуму Верховного Совета СССР.
С 8 декабря 1991 года Генеральная прокуратура СССР под руководством генерального прокурора СССР Николая Трубина на Беловежские и Алма-Атинские соглашения, а также принятые решения Совета Республик ВС СССР в нарушении Закона СССР от 03.04.1990 № 1409-I «О порядке решения вопросов, связанных с выходом союзной республики из СССР» и итогов Всесоюзного референдума о сохранении СССР, бездействовала и 29 января 1992 распущена..

## Структура
Прокуратура Союза ССР возглавлялась Генеральным прокурором СССР, который назначался Верховным Советом СССР сроком на 7 лет. Органы прокуратуры составляли единую централизованную систему с подчинением нижестоящих прокуроров вышестоящим.
Структура прокуратуры утверждалась Президиумом Верховного Совета СССР. Прокуратуры образовывались в союзных и автономных республиках, краях, областях, автономных областях, национальных округах, городах и районах. В Советской Армии и ВМФ существовали военные прокуратуры военных округов, флотов, соединений и гарнизонов, имелась Главная военная прокуратура, деятельностью которой руководил Генеральный прокурор СССР как непосредственно, так и через Главного военного прокурора. ГВП СССР действовала на основании Положения о военной прокуратуре, утверждённом Указом Президиума Верховного Совета СССР от 19 декабря 1966 года.
Была создана коллегия в составе Генерального прокурора СССР (председатель) и руководящих работников прокуратуры. При Генеральном прокуроре СССР, прокурорах союзных республик и Главном военном прокуроре состояли следователи по особо важным делам. Коллегии образовывались также в прокуратурах союзных республик.

## Классные чины
Работникам органов ГП СССР присваивались классные чины:
- действительный государственный советник юстиции;
- государственный советник юстиции 1 класса;
- государственный советник юстиции 2 класса;
- государственный советник юстиции 3 класса;
- старший советник юстиции;
- советник юстиции;
- младший советник юстиции;
- юрист 1 класса;
- юрист 2 класса;
- юрист 3 класса;
- младший юрист.

## Руководители
- Иван Алексеевич Акулов (21 июня 1933 — 3 марта 1935)
- Андрей Януарьевич Вышинский (3 марта 1935 — 31 мая 1939, с 1931 — прокурор РСФСР).
- Михаил Иванович Панкратьев (31 мая 1939 — 7 августа 1940).
- Виктор Михайлович Бочков (7 августа 1940 — 13 ноября 1943).
- Константин Петрович Горшенин (4 декабря 1943 — 4 февраля 1948, с 1946 года — Генеральный прокурор СССР).
- Григорий Николаевич Сафонов (4 февраля 1948 — 30 июня 1953).
- Роман Андреевич Руденко (1 июля 1953 — 23 января 1981).
- Александр Михайлович Рекунков (9 февраля 1981 — 26 мая 1988).
- Александр Яковлевич Сухарев (26 мая 1988 — 15 октября 1990).
- Николай Семёнович Трубин (27 декабря 1990 — 29 августа 1991; и. о. до 29 января 1992).